# Villeneuve-au-Chemin
Villeneuve-au-Chemin – miejscowość i gmina we Francji, w regionie Grand Est, w departamencie Aube.
Według danych na rok 1990 gminę zamieszkiwało 167 osób, a gęstość zaludnienia wynosiła 50 osób/km².